# Clayton Zane
Clayton Zane (12 luglio 1977) è un allenatore di calcio ed ex calciatore australiano, di ruolo attaccante.

## Palmarès

### Giocatore

#### Nazionale
- Coppa d'Oceania: 1

2000

#### Individuale
- Capocannoniere della Coppa d'Oceania: 1

2000 (5 gol)
- Capocannoniere del campionato norvegese: 1

2001 (17 gol)
- Premio Kniksen: 1

Attaccante dell'anno: 2001